# Pravenec
Pravenec es un municipio del distrito de Prievidza en la región de Trenčín, Eslovaquia, con una población estimada a final del año 2024 de 1283 habitantes.
Se encuentra ubicado al este de la región, cerca del río Nitra (cuenca hidrográfica del Danubio) y de la frontera con las regiones de Banská Bystrica y Žilina.

## Demografía
| Año        | 1994 | 2004    | 2014     | 2024    |
| ---------- | ---- | ------- | -------- | ------- |
| Población  | 1211 | 1178    | 1327     | 1283    |
| Diferencia |      | −2,72 % | +12,64 % | −3,31 % |

| Año        | 2023 | 2024    |
| ---------- | ---- | ------- |
| Población  | 1295 | 1283    |
| Diferencia |      | −0,92 % |